# Готлиб, Олег Маркович
Олег Маркович Готлиб (20 октября 1951 —  8 июня 2016) — советский и российский китаевед, специалист по грамматике китайского языка, этнологии Китая, создатель новой концепции осмысления системы китайского иероглифического письма — грамматологии китайской письменности.
Является автором монографий «Основы грамматологии китайской письменности» и «Отечественные труды в области грамматологии китайской письменности второй половины XIX — первой половины XX вв. В. П. Васильев, С. М. Георгиевский, Ю. В. Бунаков, И. М. Ошанин», «Китайско-русского фразеологического словаря», учебных пособий «Практическая грамматика современного китайского языка», «Китай. Лингвострановедение», «Коммерческое письмо. Русско-китайские соответствия», «Этнология Китая: Обрядность и символика основных этапов жизни», «Китайский язык. Пособие по письму (скоропись и чжуань)». Имел большой опыт устного и письменного перевода в деловой и административной сферах; являлся приглашенным преподавателем нескольких крупных университетов (Сибирский федеральный университет, Омский государственный педагогический университет, Хабаровский государственный педагогический университет, Уссурийский государственный педагогический институт, Университет штата Коннектикут США, Гуманитарный институт Северо-Восточного педагогического университета г. Чанчунь, КНР).
Был членом Всемирной ассоциации китаеведов и Европейской ассоциации востоковедов.

## Биография
Олег Маркович Готлиб родился в селе Доронинское Улетовского района Читинской области (в наст. время — Забайкальский край) . В 1974 году окончил китайско-английское отделение факультета иностранных языков Читинского государственного педагогического института им. Н. Г. Чернышевского, получив квалификацию «Учитель китайского и английского языков, переводчик-референт».
В 1979—1983 годах являлся аспирантом Института востоковедения АН СССР. Научным руководителем О. М. Готлиба был доктор филологических наук Николай Николаевич Коротков. В 1986 году защитил кандидатскую диссертацию на тему «Категория времени в современном китайском языке», получил степень кандидата филологических наук. В 1976—1995 годах — ассистент, старший преподаватель, доцент, заведующий кафедрой китайского языка Читинского государственного педагогического института им. Н.Г.Чернышевского. В 1995 году основал кафедру регионоведения Читинского государственного технического университета, руководил которой до 2000 года. В 2003—2009 годах — заведовал кафедрой китаеведения Иркутского государственного лингвистического университета. В 2002 г. проходил научную стажировку в Центре изучения письменностей Пекинского университета, в 2010 — при Пекинском педагогическом университете.
В 2009—2016 годах — профессор отделения китаеведения кафедры восточных языков МГЛУ ЕАЛИ (до 2014 г. — ИГЛУ), научный руководитель аспирантов по специальности «Теория языка», магистрантов по программам «Языки Дальнего Востока и Юго-Восточной Азии» и «Регионоведение и этнология стран Дальнего Востока».

## Научные достижения
Перу О. М. Готлиба принадлежит первое в России синологическое исследование в рамках грамматологического подхода, предложенного И. Гельбом. В нем предлагаются новые подходы к типологии китайской письменности, проанализирован обширный корпус китайских морфограмм и простых логограмм, излагается их этимология.
К достижениям О. М. Готлиба в области лексикографии относится составление в соавторстве с Му Хуаин первого в России «Китайско-русского фразеологического словаря» (словаря «ченъюев»), построенного по инновационной системе составления словарной статьи: познакового пояснения значения фразеологизма с последующими возможными эквивалентами в русском языке, а также китайским комментарием и указанием источника возникновения данного фразеологизма.
Грамматологические, лексикографические и этнологические идеи О. М. Готлиба нашли продолжение в работах его учеников в рамках иркутской школы китаеведения: в диссертационной работе Шишмарёвой Т. Е. «Опыт реконструкции языковой картины мира на основе древнего лексикографического источника» был проанализирован и впервые переведен на русский язык древнейший китайский словарь «Эръя», в работе Стефановской С. В. «Способы семиотизации звукового мира (на материале языка с идеографической системой письма)» обоснована звуковая картина мира китайцев и её отражение в иероглифической письменности, в работе Хамаевой Е. А. «Антропонимы в ономастической системе мифологического типа» на материале китайского языка обосновываются подходы к ономастике в русле обоснования системы имен собственных в рамках мифологической картины мира китайцев.
О. М. Готлиб являлся членом редколлегий научных журналов, входящих в список ВАК: «Вестник Иркутского государственного лингвистического университета», «Журнал Сибирского федерального университета». Возглавлял научно-исследовательский проект «Отечественные труды в области грамматологии китайской письменности», который в 2013 г. был поддержан Российским гуманитарным научным фондом, и научно-педагогический проект «Языки Дальнего Востока: инновационные методики, учебники, словари», в рамках которого разработана авторская модель организации учебно-методических комплексов по обучению китайскому языку: «веерная», или центробежная.
Под научной редакцией О. М. Готлиба вышли в свет следующие труды:
- Азиатско-Тихоокеанский регион: диалог языков и культур: сборник научных докладов международной конференции (20-31 января 2007 г.) / сост. О.М.Готлиб. Иркутск: ИГЛУ, 2007.
- Культуры и языки Дальнего Востока: изучение и обучение: материалы международной научно-практической конференции (Иркутск, 16-17 октября 2014 г.). Иркутск: МГЛУ ЕАЛИ, 2014.
- Кремнёва Т.А., Ван Ланьцзюй Китайский язык: начальный уровень: учебное пособие. Иркутск: МГЛУ ЕАЛИ, 2015.
- Стефановская С. В. Семиотизация звукового мира. Звукоподражания китайского языка: монография. Иркутск: МГЛУ ЕАЛИ, 2015.
- Хамаева Е. А. Китайские антропонимы: монография. Иркутск: МГЛУ ЕАЛИ, 2015.
- Хо О. А. Культура вина в Китае: монография. Иркутск: МГЛУ ЕАЛИ, 2015.
- Азиатско-Тихоокеанский регион: диалог языков и культур: сборник научных докладов II международной конференции (30-31 мая 2016 г.). Иркутск: МГЛУ ЕАЛИ, 2016.

## Основные работы

### Учебные пособия
- Готлиб, О.М. Перевод материалов средств массовой информации (китайский и русский языки). Учебное пособие / О.М. Готлиб, М.И. Варакина. Читинский гос.техн.ун-т. Чита, 1997. - 127 с.
- Готлиб, О.М. Практическая грамматика современного китайского языка. 2 изд., испр. и доп. - М.: Муравей, Восток-Запад, Восточная книга, 2002, 2008, 2012. − 304 с.
- Готлиб О.М. Коммерческое письмо. Китайско-русские соответствия. Учебное пособие по переводу. М.: Муравей, Восток-Запад, Восточная книга, 2003 г., 2012 г.
- Готлиб О.М. Почитаем – посмеемся. Сборник китайских анекдотов. Учебное пособие / О.М. Готлиб, Чэнь Шуан, Т.В. Шевцова. – Издательство: Восток – Запад, 2004 г.
- Готлиб О.М. Китай. Лингвострановедение: учеб. пособие. - М.: Муравей, Восток-Запад, Восточная книга, 2006, 2012. −192 с.
- Готлиб, О.М. Этнология Китая: Обрядность и символика основных этапов жизни: учебное пособие. Иркутск: МГЛУ ЕАЛИ, 2015. - 86 с.
- Готлиб О.М. Китайский язык. Пособие по письму (скоропись и чжуань) : учеб. пособие / О. М. Готлиб, Ван Ланьцзюй. – Иркутск : Изд-во ИГУ, 2016; М. : ВКН, 2019.

### Монографии
- Готлиб, О. М. Основы грамматологии китайской письменности / О. М. Готлиб. - М. : Муравей, 2006; М. : ВКН, 2019.
- Готлиб О. М., Кремнёв Е. В., Шишмарева Т. Е. Отечественные труды в области грамматологии китайской письменности второй половины XIX — первой половины XX вв. В. П. Васильев, С. М. Георгиевский, Ю. В. Бунаков, И. М. Ошанин: монография / О. М. Готлиб, Е. В. Кремнёв, Т. Е. Шишмарева. — Иркутск : МГЛУ ЕАЛИ, 2014; М. : ВКН, 2023.

### Словари
- Готлиб, О. М., Му Хуаин. Китайско-русский фразеологический словарь. Около 3 500 выражений. М.: Восток-Запад, 2007. 608 с. ISBN  978-5-478-00759-1

### Избранные статьи и тезисы конференций
- Готлиб О. М. Таксономия имен в китайской традиции // X Международная конференция по китайскому языкознанию. Материалы научной конференции. — М., 2000.
- Готлиб, О. М. Опыт грамматолого-семантического исследования некоторых имен действий в китайском языке / О. М. Готлиб // Вопросы филологии. — 2003. — № 2. — С. 8-16.
- Готлиб О. М. Китайская сюньгусюе (训诂学) как наука / О. М. Готлиб, Т. Е. Шишмарева // Вестник Красноярского государственного университета. Гуманитарные науки. — Красноярск, 2006. — № 3. — С. 177—181.
- Gotlib, O.M. Distinctive features of the language picture of the world in Chinese ethnoconsciousness // Журнал Сибирского федерального университета. Серия: гуманитарные науки. — 2008. — Т. 1. — № 1. — С. 45-53.
- Готлиб, О. М. Некоторые семантические аспекты грамматологии (на материале китайской письменности) / О. М. Готлиб // Вестник Иркутского государственного лингвистического университета. Серия Филология. — 2009. — N 4. — С. 6-9.
- Готлиб, О. М. Опыт международного сотрудничества кафедры китаеведения ИГЛУ в рамках работы над новыми учебно-методическими комплексами по обучению китайскому языку / О. М. Готлиб, Е. В. Кремнёв, Т. Е. Шишмарёва // Сборник докладов Форума ректоров вузов Дальнего Востока и Сибири РФ и северо-восточных регионов КНР (на русском и китайском языках). — г. Чанчунь, КНР: 24-27 сентября 2012 г. — С. 57-59.
- Готлиб, О. М. О принципах и моделях организации работы по составлению учебно-методических комплексов по обучению китайскому языку / О. М. Готлиб, Е. В. Кремнёв, Т. Е. Шишмарёва // Китайский язык: создание учебных пособий, стандарты преподавания и нормативы оценки знаний: Сборник тезисов докладов участников российско-китайской конференции (Москва, 12 декабря 2012 г.) / Национальный исследовательский университет «Высшая школа экономики». — М.: Грифон, 2013. — С. 7-8.
- Готлиб О.М. Отечественные труды по грамматологии китайской письменности второй половины XIX – первой половины XX вв. (результаты научного исследования) / Готлиб О.М., Кремнёв Е.В., Шишмарева Т.Е. // Культуры и языки стран Дальнего Востока: изучение и обучение: материалы международной научно-практической конференции (Иркутск, 16-17 октября 2014 г.) – Иркутск: МГЛУ ЕАЛИ, 2015. – С. 92-96.